# Till Schumacher
Till Sebastian Schumacher (Essen, 10 dicembre 1997) è un calciatore tedesco, difensore del Saarbrücken.

## Carriera

### Club
Ha iniziato la sua carriera nelle giovanili del Rot-Weiss Essen. Per la stagione 2013-2014 si è trasferito nelle giovanili del Borussia Dortmund, dove ha giocato fino al 2016. Nell'ottobre 2015 è stato inserito nella rosa della seconda squadra, che milita nella quarta divisione tedesca. Il 9 agosto 2016 ha esordito con la seconda squadra nel pareggio in trasferta per 1-1 contro il Wattenscheid 09. Nella stagione 2016-2017 ha giocato 16 partite in campionato. Dopo non essere stato impiegato nella prima metà della stagione 2017-2018, nel gennaio del 2018 il difensore si è trasferito in Repubblica Ceca al Vysočina Jihlava per il resto della stagione. Con il Vysočina gioca 14 partite nella massima serie locale, che al termine della stagione retrocede in seconda divisione.
Dopo la retrocessione, ha giocato 5 partite in seconda divisione agli inizi della stagione 2018-2019, quindi nell'agosto del 2018 si accasa al Bohemians 1905. Nella stagione 2018-2019 gioca 10 partite con il club della capitale. Nella stagione 2019-2020, Schumacher gioca 12 partite e segna un gol con il Bohemians. La stagione successiva gioca 20 partite e segna un gol.
Nell'agosto 2021 si è trasferito agli austriaci dell'Austria Klagenfurt, con il quale ha firmato un contratto fino al giugno 2022. 

### Nazionale
Tra il 2014 e il 2016, Schumacher ha giocato otto partite con le nazionali giovanili tedesche, dall'Under-18 all'Under-20.

## Statistiche

### Presenze e reti nei club
Statistiche aggiornate all'8 settembre 2021.
| Stagione                    | Squadra                     | Campionato                  | Campionato | Campionato | Coppe nazionali | Coppe nazionali | Coppe nazionali | Coppe continentali | Coppe continentali | Coppe continentali | Altre coppe | Altre coppe | Altre coppe | Totale | Totale |
| Stagione                    | Squadra                     | Comp                        | Pres       | Reti       | Comp            | Pres            | Reti            | Comp               | Pres               | Reti               | Comp        | Pres        | Reti        | Pres   | Reti   |
| --------------------------- | --------------------------- | --------------------------- | ---------- | ---------- | --------------- | --------------- | --------------- | ------------------ | ------------------ | ------------------ | ----------- | ----------- | ----------- | ------ | ------ |
| 2015-2016                   | Borussia Dortmund II        | RL                          | 0          | 0          |                 | -               | -               |                    | -                  | -                  |             | -           | -           | 0      | 0      |
| 2016-2017                   | Borussia Dortmund II        | RL                          | 16         | 0          |                 | -               | -               |                    | -                  | -                  |             | -           | -           | 16     | 0      |
| 2017-gen. 2018              | Borussia Dortmund II        | RL                          | 0          | 0          |                 | -               | -               |                    | -                  | -                  |             | -           | -           | 0      | 0      |
| Totale Borussia Dortmund II | Totale Borussia Dortmund II | Totale Borussia Dortmund II | 16         | 0          |                 | -               | -               |                    | -                  | -                  |             | -           | -           | 16     | 0      |
| gen.-mag. 2018              | Vysočina Jihlava            | 1L                          | 14         | 0          |                 | -               | -               |                    | -                  | -                  |             | -           | -           | 14     | 0      |
| lug.-ago. 2018              | Vysočina Jihlava            | 2L                          | 5          | 0          | CRC             | 1               | 0               |                    | -                  | -                  |             | -           | -           | 6      | 0      |
| Totale Vysočina Jihlava     | Totale Vysočina Jihlava     | Totale Vysočina Jihlava     | 19         | 0          |                 | 1               | 0               |                    | -                  | -                  |             | -           | -           | 20     | 0      |
| ago. 2018-2019              | Bohemians 1905              | 1L                          | 10         | 0          | CRC             | 3               | 0               |                    | -                  | -                  |             | -           | -           | 13     | 0      |
| 2019-2020                   | Bohemians 1905              | 1L                          | 13         | 1          | CRC             | 1               | 0               |                    | -                  | -                  |             | -           | -           | 14     | 1      |
| 2020-2021                   | Bohemians 1905              | 1L                          | 20         | 1          | CRC             | 2               | 0               |                    | -                  | -                  |             | -           | -           | 22     | 1      |
| Totale Bohemians 1905       | Totale Bohemians 1905       | Totale Bohemians 1905       | 43         | 2          |                 | 6               | 0               |                    | -                  | -                  |             | -           | -           | 49     | 2      |
| 2021-2022                   | Austria Klagenfurt          | BL                          | 0          | 0          | CA              | 0               | 0               |                    | -                  | -                  |             | -           | -           | 0      | 0      |
| Totale carriera             | Totale carriera             | Totale carriera             | 128        | 4          |                 | 7               | 0               |                    | -                  | -                  |             | -           | -           | 135    | 4      |